# Hydropsyche tibilais
Hydropsyche tibilais là một loài Trichoptera trong họ Hydropsychidae. Chúng phân bố ở miền Cổ bắc.